# 稲葉小僧
稲葉小僧（いなばこぞう）は、江戸時代の窃盗犯。因幡小僧と記載されることもある。

## 行状
稲葉小僧は、天明5年（1785年）に捕らえられた当時21歳であったという。名は新助といった。
しかし、彼の出生や最期、名前の由来については、山城国淀藩10万2000石の城主稲葉丹後守正諶の家臣の子だったため「稲葉小僧」と呼ばれたという説や、因幡国で生まれたために「因幡 → 稲葉」の名で呼ばれたという説など、諸説あり、またその多くが田舎小僧の逸話と混同されていて、定かではない。
稲葉小僧新助の口書の写し（筆者不明）には、稲葉小僧は稲葉丹後守の侍医の子で、幼少より甚だたくましく、熊坂長範の如き「兵（つはもの）とも相成るべき力量のもの」と記されている。
曲亭馬琴の『兎園小説余録』では、幼少より盗癖があったため勘当されて夜盗になり、彼が稲葉家の家臣の子だったため、悪党仲間から稲葉小僧と呼ばれるようになったと巷で噂されたとある。しばしば大名屋敷に忍び込んでは金銀、衣類、器物を盗み出した。谷中において町奉行所の定町廻り同心に捕らえられた稲葉小僧は、縄をかけられ奉行所へ連行される際に、不忍池のほとりに来た時、便意を催したと言うので近くの茶店の雪隠（便所）に入れたところ、そこで縄抜けして逃げ出し不忍池に飛び込み水底に潜って泳ぎそのまま逃走してしまった。稲葉小僧は上毛のあたりまで逃げ延びたが、そこで痢病を患って病死したと、後に捕まった他の盗賊が語ったという。鼠小僧とともにその名は広く知れ渡ったが、稲葉小僧は逃げたことによって、鼠小僧は捕らえられたことによって、なお一層有名になったと馬琴は書き記している。
杉田玄白の『後見草』では、稲葉小僧の活躍が評判になったのは天明5年の春から秋にかけてで、人家の軒に飛上り飛下る様は天をかける鳥よりも軽く、塀を伝い屋根を走ること、地を走る獣よりもはやいと噂されたとある。どのような堅固な屋敷であっても入り得ぬことなしとされ、御三卿の本殿を筆頭に薩摩藩、熊本藩、広島藩、小倉藩、津藩、郡山藩の他、時の老中である浜田藩松平康福や相良藩田沼意次の屋敷の御寝所、御座の間近くにいつの間にやら忍び入り、太刀、刀、衣服、調度、それに1000金2000金の宝を数多く盗みとったとされる。それを聞いた人々は稲葉小僧は人間にあらず、妖術使いの悪党であると噂した。稲葉小僧が捕まったのは天明5年9月16日の夜に一橋家の屋敷に忍び込んだ時のことであった。名も無い小者に捕えられ、奉行所に引き渡された稲葉小僧は、自分は武蔵国入間郡の生れの新助という男で年齢は34歳、片田舎の生れのため田舎小僧と名乗っていたのが、聞き違いから稲葉小僧と呼ばれるようになったと供述。ほどなく判決が下り、稲葉小僧新助は獄門となった。
玄白は、いかに平和の世とはいえ、たとえ戸締まりはしていなくとも、その御威勢に恐れ入って武家屋敷に忍び入ろうなどとは考える道理も無いはずが、それを容易に侵入する新助は「是ぞ誠に人妖」と評している。しかし、取調に対する供述で稲葉小僧は、大名家というものは居間も寝所も戸締まりはせず、番士が警護しているといっても他人の持ち場には関ろうとはせず、自分の管轄のみ守ろうとするのが「武家一同の風儀なり」として、忍び込むのは至って容易いことであったと語っている。また、盗むのは金銀の諸道具や腰物（刀剣類）のみで、衣類には決して手を出さなかったのは、「顕れ安き故」つまり衣類は売却しても足がつきやすいとも言っていたという。
とある大名屋敷の寝所に忍び入り、そこにあった太刀を盗んだはいいが、余りの逸品であるため上手く売却できず、仕方なく穴を掘って地中に埋めたと自白したので、埋めたという場所から件の太刀を掘り出すのを、本多利明は目撃したという。

## 田舎小僧のエピソードとの混同
田舎小僧と稲葉小僧、語呂が似ており名も「新助」で、盗賊として活動していた時期が近く、両者とも大名屋敷に盗みに入ったことなどから、2人の逸話を混同して書いた記録は多い。曲亭馬琴は不忍池に飛び込んで逃れた新助を稲葉小僧とし、松浦静山は天明5年に獄門になった新助が稲葉小僧で、杉田玄白は田舎小僧が稲葉小僧と聞き間違えられたと記している。
三田村鳶魚も、田舎小僧と稲葉小僧は、1人の泥棒に仕上げられたとしている。稲葉小僧は不忍池を泳いで逃げ潜伏先で死んだのだから、本名も凶状も分からない。稲葉小僧は刀・脇差ばかり盗み、逆に田舎小僧は刀剣には手をつけなかったのに申渡しには「金子並腰のもの、亦は小道具、反物、提げもの、衣類」を窃取したとあるのは稲葉小僧の分まで罪を着せられたもので、これは稲葉家としても家中の人間から盗賊を出したとあっては外聞を憚るので、事実を塗抹すべく運動したのだろうと鳶魚は考えている。それに田舎小僧より稲葉小僧の方が聞えもよく、稲葉小僧の罪も背負わせた方が泥棒らしくなるので、よく芝居や講釈の材料になったとも鳶魚は語っている。

## 稲葉小僧を扱った創作物
稲葉小僧が不忍池に飛び込み逃走したエピソードは、寛政元年（1789年）、葺屋町の歌舞伎座・市村座の春芝居にて、『荏柄天神利生鑑』（えがらてんじんりしょうかがみ）に取り入れられた。お染の兄の悪党九蔵が、縛られて連行されていたところ、縄を抜けて池の中に飛び込むと、やがてお染が花道の切幕より出てくるという早変わりを市川門之助が演じて大当たりを取った。馬琴もそれを観に5日も通ったと記している。
『近世実録全書』に収録された『稲葉小僧』という物語は、稲葉小僧と田舎小僧、2人のエピソードを織り交ぜて作られている。天明年間を舞台に、武州足立郡新井戸村（あらゐどむら）の百姓、稲葉市右衛門の子・新助23歳と、同村出身の百姓、野宮宇八の次女・深雪野（みゆきの）、本名お雪16歳の2人の男女を主人公としている。同じ村で生まれた2人は情を交わすようになったが、親に知られお雪は江戸に奉公に出され、新助はその後を追って江戸に出て住み込み奉公を始める。物語冒頭は吉原に売られ遊女になったお雪こと深雪野と新助が遊女屋の茗荷屋で再会したところから始まる。
奉公先や遊女屋、身請け先など行く先々で2人は悪事を働くが、大宮の古鉄買（ふるかねかい）おさらば惣七の元に身を寄せた際、惣七に誘われて行った賭場で新助は目明しの手先に正体を見破られ、捕り方に追われることとなる。新助は何とか逃げ延びるが、惣七の家にいたお雪は捕まってしまう。無一文になった新助は単身江戸へ戻り、武家屋敷、寺院、商家で盗みを働き、それが稲葉小僧の仕業だという噂が広まる。新助が捕まったのは天明5年9月16日のことで、一橋家の屋敷に忍び込もうとしたところを見回りの足軽に発見され、翌17日に南町奉行山村信濃守良旺に引き渡された。安永6年12月6日から捕まるまでの9年間に、御三家、御三卿の他、24の大名屋敷から、328品の物を盗み、売り捌いて得た金額は140両余、銭7貫文と供述。同年10月22日、老中松平周防守の指図で、武州無宿（綽名稲葉小僧）入墨新助33歳は獄門となった。お雪は身請けされた桐生の富豪・絹問屋の世良田屋与兵衛を殺した罪で小塚原で磔にされた。新助が処刑された翌年11月のことであった。
なお、作中での新助は、吉原で騒動に巻き込まれた際に稲葉家の紋である亀甲形に三の字の紋付を着た武士の格好をしており、会所にいた町奉行所の役人に「拙者儀は堂前辺に潜居する、稲葉幸蔵（いなばこうぞう）」と名乗っている。『鼠小僧実記』は稲葉小僧と鼠小僧の逸話を合併して拵え上げたもので、この「稲葉幸蔵」の名も使われていると鳶魚は書いている。
他には山本周五郎の『栄花物語』にも登場するが、作中では「田舎小僧」を名乗っていたがそれが訛って「稲葉小僧」と呼ばれることもあったとしている。
TVドラマでは、1971年〜1972年にNHK総合で放送された「天下御免」のメインキャラクターの一人（主人公・平賀源内の仲間）として義賊「稲葉小僧」が登場し、秋野太作（当時は津坂匡章）が演じている。